# Andedans

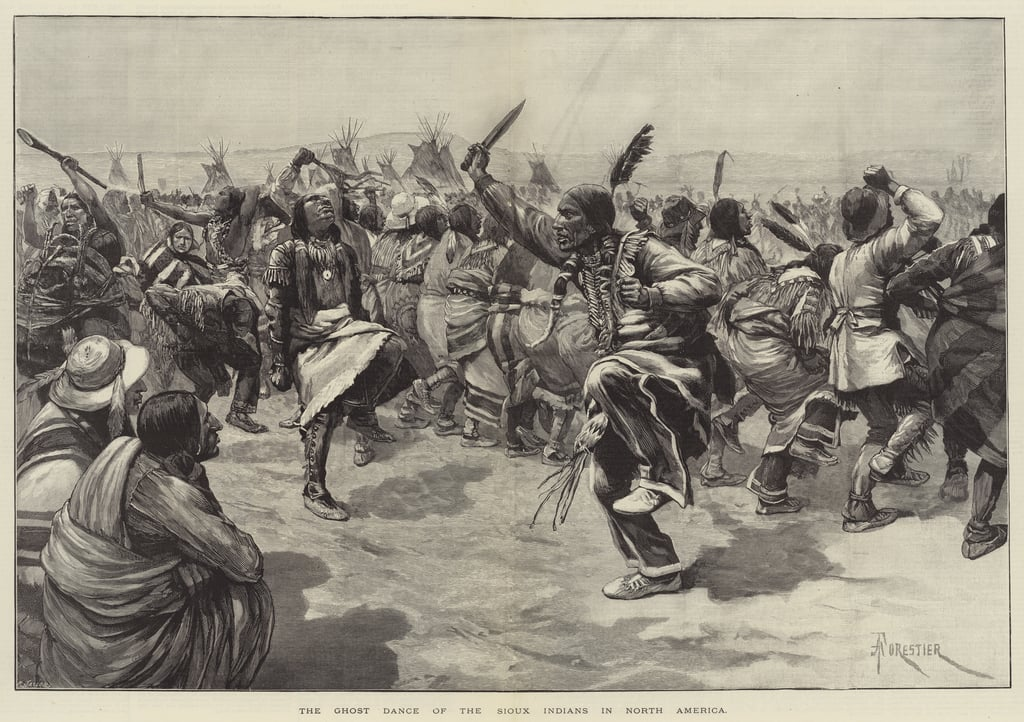
Siouxindianer dansande andedansen

Andedansen (engelska ghost dance) var en kortlivad religiös väckelse bland Nordamerikas ursprungsbefolkning i slutet av 1880-talet. Den grundades av paiuteindianen Wovoka.
Ceremonien och trosuppfattningen spreds snabbt bland präriestammarna i USA. Wovoka predikade att en Messias skulle befria indianerna och återställa livet till vad det varit före de vitas ankomst. De döda skulle uppstå och bufflarna återkomma. De vita skulle drivas ut i havet som de en gång kommit över. Han uppmanade indianerna att klä sig i andeskjortor (ghost shirts) och dansa andedansen (Ghost dance) för att framkalla den väntade Messias.
Rörelsen var i grunden pacifistisk, men av vita tolkades den som ett uppror. Den krossades därför med vapenmakt, mest uppmärksammat genom massakern vid Wounded Knee den 29 december 1890. Därefter falnade den nya religionen.